# PGC 67985
LEDA/PGC 67985 ist eine Balken-Spiralgalaxie vom Hubble-Typ SBbc mit aktivem Galaxienkern im Sternbild Eidechse am Nordsternhimmel, die schätzungsweise 207 Millionen Lichtjahre von der Milchstraße entfernt ist. Sie ist Mitglied der NGC 7223-Gruppe (LGG 453).